# Ministerstwo Planowania Strategicznego
Ministerstwo Planowania Strategicznego (hebr.: המשרד לנושאים אסטרטגיים, Ha-Misrad le-Nosim Estrategijim) – izraelskie ministerstwo odpowiedzialne za koordynację działań dyplomacji, wywiadu oraz zapewnienie bezpieczeństwa związanego ze strategicznymi celami Izraela, w szczególności zagrożeniem ze strony Iranu; funkcjonowało w latach 2006–2021
Ministerstwo zostało utworzone w 2006, a pierwszym ministrem był Awigdor Lieberman. W 2021 ministerstwo zostało zlikwidowane przez trzydziesty szósty rząd Izraela. W 2022 roku ministerstwo ponownie zostało wydzielone z Ministerstwa Spraw Zagranicznych.

## Ministrowie
Lista ministrów planowania strategicznego od 2009:
| Imię i nazwisko      | Początek kadencji    | Koniec kadencji   | Partia polityczna                  | Rząd |
| -------------------- | -------------------- | ----------------- | ---------------------------------- | ---- |
| Awigdor Lieberman    | 30 października 2006 | 18 stycznia 2008  | Nasz Dom Izrael                    | 31.  |
| Mosze Ja’alon        | 6 maja 2009          | 18 marca 2013     | Likud                              | 32.  |
| Juwal Steinitz       | 18 marca 2013        | 14 maja 2015      | Likud                              | 33.  |
| Ze’ew Elkin          | 14 maja 2015         | 25 maja 2015      | Likud                              | 34.  |
| Gilad Erdan          | 25 maja 2015         | 17 maja 2020      | Likud                              | 34.  |
| Orit Farkasz Hakohen | 17 maja 2020         | 30 listopada 2020 | Niebiesko-Biali                    | 35.  |
| Micha’el Biton       | 30 listopada 2020    | 13 czerwca 2021   | Niebiesko-Biali                    | 35.  |
| Ja’ir Lapid          | 13 czerwca 2021      | 3 sierpnia 2021   | Jest Przyszłość                    | 36.  |
| Ron Dermer           | 29 grudnia 2022      |                   | bezpartyjny, nie posłem do Knesetu | 37.  |